# Euryolpium granulosum
Euryolpium granulosum är en spindeldjursart som först beskrevs av Clarence Clayton Hoff 1947.  Euryolpium granulosum ingår i släktet Euryolpium och familjen Olpiidae. Inga underarter finns listade i Catalogue of Life.